# هنگ سلطنتی اسکاتلند
هنگ سلطنتی اسکاتلند (انگلیسی: Royal Scots) هنگ پیاده‌نظام زیرمجموعه نیروی زمینی بریتانیا و تحت امر لشکر اسکاتلند بود، که در سال ۱۶۳۳ تأسیس شد و در سال ۲۰۰۶ منحل گردید.
هنگ سلطنتی اسکاتلند قدیمی‌ترین و ارشدترین هنگ پیاده‌نظام ارتش بریتانیا بود که در سال ۱۶۳۳ در زمان سلطنت چارلز اول تشکیل شد. این هنگ تا سال ۲۰۰۶ به‌طور مداوم وجود داشت، تا اینکه با هنگ مرزی اسکاتلندی پادشاه ادغام شد و به هنگ مرزی اسکاتلندی سلطنتی تبدیل شد که خود با تفنگداران سلطنتی هایلند (هنگ گلاسگو و آیرشایر متعلق به پرنسس مارگارت)، بلک واچ، هایلندرز (سیفورث، گوردونز و کامرونز) و هایلندرز آرگیل و ساترلند ادغام شد و هنگ سلطنتی اسکاتلند را تشکیل داد.